# Мелекино
Меле́кино (укр. Мелекіне) — село Мангушского района на юге Донецкой области Украины, на побережье Азовского моря. Пищевая промышленность, морской курорт. Мелекино подчиняется Мелекинскому сельскому совету.
С марта 2022 года находится под российской оккупацией.

## История
Мелекино основано во второй половине XIX века, как рыболовецкая артель помещика Мелеко и долгое время оставалось рыбацким селом. Рыбацким селом Мелекино оставалось на протяжении почти 100 лет, до середины 20 века, когда в СССР обратили внимание на Мелекино, как на удобное курортное местечко. С тех пор Мелекино начало активно развиваться и строиться — строились пансионаты и базы отдыха от различных промышленных предприятий, в основном из Донецка и Мариуполя, других городов Донецкой области. Каждый год в Мелекино приезжало всё больше отдыхающих и туристов, что стимулировало развитие села.

## Население
- 1970 — 1 538 чел.
- 1976 — 1 458 чел.
- 2001 — 1 356 чел. (перепись)

В 2001 году родным языком назвали:
- русский язык — 1 176 чел. (86,73 %)
- украинский язык — 158 чел. (11,65 %)
- армянский язык — 10 чел. (0,74 %)
- греческий язык — 3 чел. (0,22 %)
- болгарский язык — 2 чел. (0,15 %)

## Транспорт
Из Мариуполя:
- к первому спуску: автобус № 259 (от автостанции № 2 («Южная»), 7:30, 15:10, 18:10.).
- к рынку — частники в режиме маршруток (от «Якоря» — последней остановки на выезде из города, конечной гор. автобуса № 131).

## Культура и религия
В 2007 году в селе Мелекино начали строить большой Православный храм из красного кирпича в честь Святой Великомученицы Варвары — покровительницы не только шахтёров и путешественников, но и всех, кто хочет избавиться от внезапной смерти. Храм начали возводить с завидной скоростью на пожертвования многих местных предпринимателей, но к 2009 году строительство остановилось и, поскольку кровля не была возведена, есть опасность разрушения ещё даже не достроенного храма. Несмотря на это, начиная с лета 2010 года по инициативе Мелекинского православного прихода во главе с настоятелем иереем Игорем Махориным в этом храме начали проводить регулярные богослужения. Православная община испытывает острую необходимость завершения строительства храма, так как здание старой школы, которое предоставили им для богослужений, ещё в 2001 году насчитывает около 100 лет, и из-за движений грунта расползается и становится непригодным для проведения богослужений. Однако к началу 2014 года стройка была завершена.
В Мелекино также есть памятник десантникам-освободителям, который находится на братской могиле. 9 мая 2013 года памятник был перенесён на специально построенный мемориал в верхней части села.

## Мелекино в популярной культуре
- Село Мелекино воспето в одноименной песне Мастер ШЕFF и BadB — «Мелекино», а самим исполнителям в селе поставлен монумент[1], у основания которого высечены слова из песни:

Мелекино, любовь моя — это Донбасс, а не Калифорния
Так же и во второй песне ШЕFF feat. Lojaz — What a Wonderful Life.